# Béla Tarr

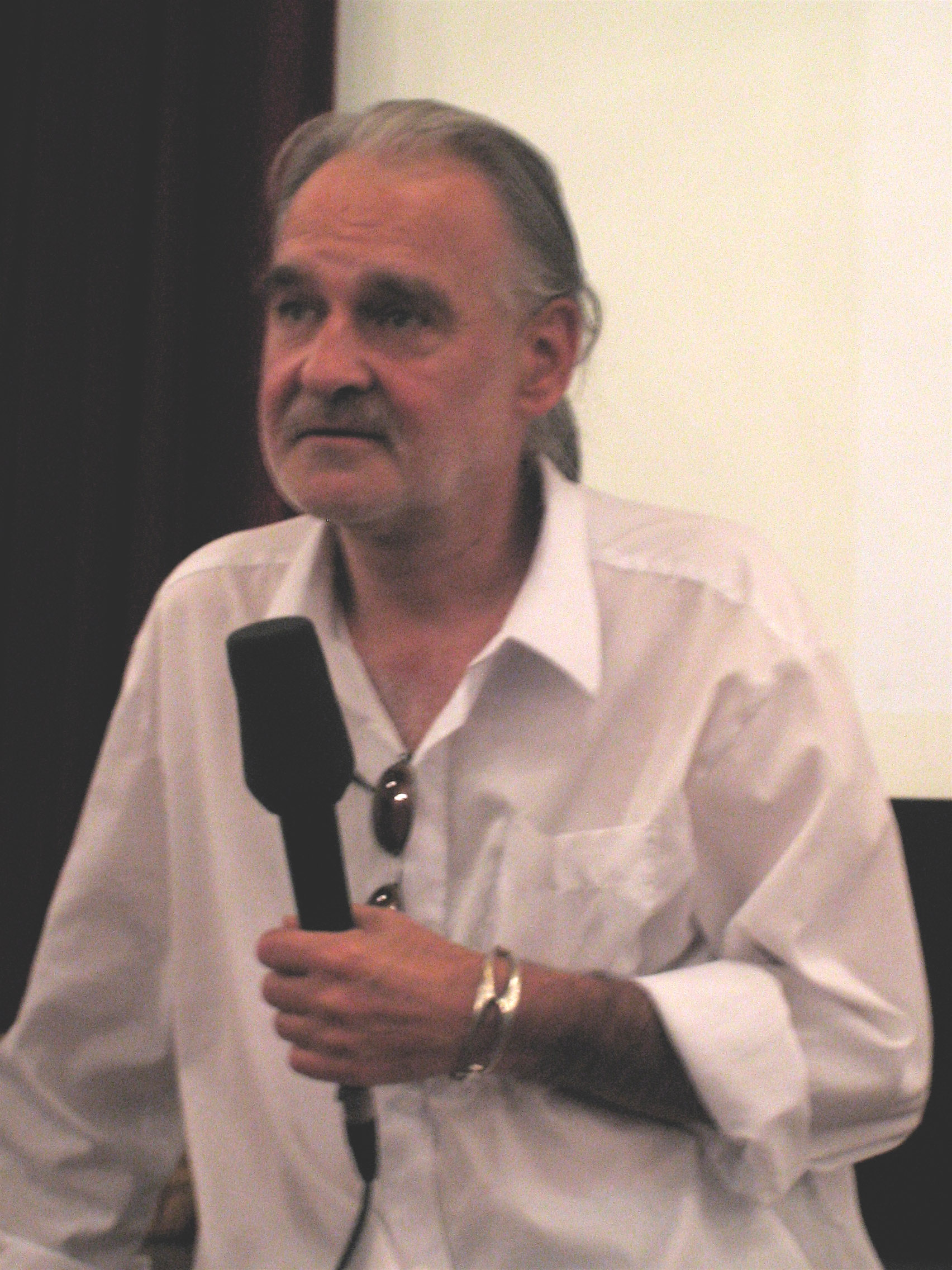
Béla Tarr auf dem Sarajevo Film Festival, 2007

Béla Tarr [ˈbeːlɒ tɒrː] (* 21. Juli 1955 in Pécs) ist ein ungarischer Filmregisseur. Sein Opus magnum Satanstango zählt für viele Kritiker zu den bedeutendsten Werken der Filmgeschichte.

## Leben
Im Alter von 16 Jahren unternahm er erste Versuche als Amateurfilmer, auf die schließlich die Béla-Balázs-Filmstudios aufmerksam wurden. Diese finanzierten im Jahr 1979 seinen Film Családi tüzfészek, der vom Sozialistischen Realismus beeinflusst war. Ab seiner Fernsehadaption von Macbeth (1982), die nur aus zwei Einstellungen besteht, änderte sich dieser Stil. Tarr wandte sich vom Realismus ab und zeigte sich fortan stark von Andrei Tarkowski beeinflusst. Charakteristisch für seine Filme wurden Schwarzweiß, abstrakte Bilder und lange Einstellungen, die nicht selten die komplette Länge einer 35-mm-Rolle (rund elf Minuten) dauern. So besteht The Man from London in zweieinhalb Stunden aus nur 29 Einstellungen.
Die Filme Béla Tarrs werden häufig dem „remodernistischen Kino“ zugerechnet, das der amerikanische Filmemacher Jesse Richards ab den späten 1990er Jahren zu propagieren begann. Laut Richards ist jeder Moment des Films Satanstango ein gutes Beispiel für das geschärfte Bewusstsein des Moments: Satanstango beginnt mit einer sieben Minuten und mehrere hundert Meter langen Kamerafahrt, die eine Kuhherde auf dem Weg aus einem Schuppen herauskommend durch ein heruntergekommenes ungarisches Dorf verfolgt. Es sei „schrecklich“, dass „diese Art von Momenten im modernen Kino weitestgehend ignoriert“ würden.
Alle seine Filme ab Verdammnis (1988) entstanden in Zusammenarbeit mit dem Schriftsteller László Krasznahorkai. Weitere beständige Mitarbeiter sind oder waren Mihály Víg (Musik), Gyula Pauer (Set- und Kostümdesign), Gábor Medvigy (Kamera) sowie Tarrs Ehefrau Ágnes Hranitzky (Schnitt und Ko-Regie). Großes internationales Aufsehen erregte seine Verfilmung von Krasznahorkais Roman Satanstango, ein 450-minütiger Schwarzweißfilm, an dem Tarr rund sieben Jahre lang arbeitete. Der Film ist eine äußerst wortgetreue Adaption von Krasznahorkais gleichnamigem Roman. Tarr betonte stets, dass der Film genau die gleiche Zeitspanne dauert, die man benötige, um den Roman zu lesen, siebeneinhalb Stunden. Satanstango hatte seine Premiere im Forum der Berlinale 1994 und wird seitdem von vielen Kritikern und Filmemachern in Europa und Amerika zu den wichtigsten Filmen der 1990er Jahre gerechnet. Neben Jesse Richards, Fred Kelemen oder IJ.Biermann nannte etwa der amerikanische Filmemacher Gus Van Sant die Begegnung mit Tarrs Filmen häufig als wichtigen Einfluss auf sein eigenes Schaffen, speziell auf die Filme ab Gerry, als Van Sant begann, in langen ungeschnittenen Einstellungen und mit Zeitverschiebungen zu erzählen. Van Sants Elephant bedient sich erklärtermaßen der gleichen Erzähldramaturgie wie Satanstango. Tarrs Filme kämen den tatsächlichen Rhythmen des Lebens so nahe, dass Van Sant das Sehen der Filme mit dem Sehen der Geburt eines „neuen Kinos“ verglich: „[Béla Tarr] ist einer der wenigen wirklich visionären Filmemacher.“
Nach jahrelangen Schwierigkeiten in der Produktion war Tarr mit seinem rund fünf Millionen Euro teuren Film The Man from London, einer Adaption des Romans L’Homme de Londres von Georges Simenon, im Wettbewerb der 60. Filmfestspiele von Cannes vertreten. 2009 kündigte er an, seinen letzten Film als Regisseur drehen zu wollen. Das Turiner Pferd (A Torinói ló), dessen Weltpremiere im Wettbewerbsprogramm der Internationalen Filmfestspiele 2011 in Berlin erfolgte, brachte ihm den Großen Preis der Jury ein. Ferner erhielt er 2011 den Konrad-Wolf-Preis.
Tarr studierte an der Hochschule für Film und Theater in Budapest. Seit 1990 ist er Gastdozent an der Deutschen Film- und Fernsehakademie in Berlin. Zu seinen Studenten dort zählten u. a. Fred Kelemen und Ingo J. Biermann. Tarr engagierte sich früh für das 1995 gegründete Sarajevo Film Festival und gründete 2013 in der Stadt die Sarajevo Film Factory in Zusammenarbeit mit der privaten Sarajevo school of science and technology.
Nachdem das Turiner Pferd eigentlich sein letzter Film sein sollte, hat er in Kooperation mit dem Amsterdamer Filminstitut The Eye im Rahmen einer Ausstellung Till the End of the World (Bis ans Ende der Welt) einen Kurzfilm entwickelt (2017), der sich auf die Flüchtlingskrise in Europa ab 2015 bezieht.
2018 wurde er in die Academy of Motion Picture Arts and Sciences berufen, die jährlich die Oscars vergibt.

## Filmografie
- 1978: Hotel Magnezit (Kurzfilm)
- 1979: Családi tüzfészek
- 1981: Szabadgyalog
- 1982: Macbeth (Fernsehfilm)
- 1982: Panelkapcsolat
- 1985: Öszi almanach
- 1988: Verdammnis (Kárhozat)
- 1990: Az utolsó hajó, Segment aus City Life
- 1990: Utolsó hajó (Kurzfilm)
- 1994: Satanstango (Sátántangó)
- 1995: Reise in der Tiefebene (Utazás az Alföldön) (Kurzfilm)
- 2000: Die Werckmeisterschen Harmonien (Werckmeister harmóniák)
- 2004: Prologue, Segment aus Europäische Visionen (Visions of Europe)
- 2007: The Man from London (A Londoni férfi)
- 2011: Das Turiner Pferd (A Torinói ló)

als Schauspieler
- 1986: Jahreszeit der Monster (Szörnyek évadja)

## Auszeichnungen (Auswahl)
- 1994: Caligari Filmpreis für Satanstango
- 2011: Großer Preis der Jury der Berlinale für Das Turiner Pferd
- 2011: FIPRESCI-Preis für Das Turiner Pferd
- 2011: Konrad-Wolf-Preis der Akademie der Künste, Berlin
- 2013: Bremer Filmpreis für langjährige Verdienste um den europäischen Film
- 2023: Ehrenpreis im Rahmen der Verleihung des Europäischen Filmpreises[10]